# Eucestoda

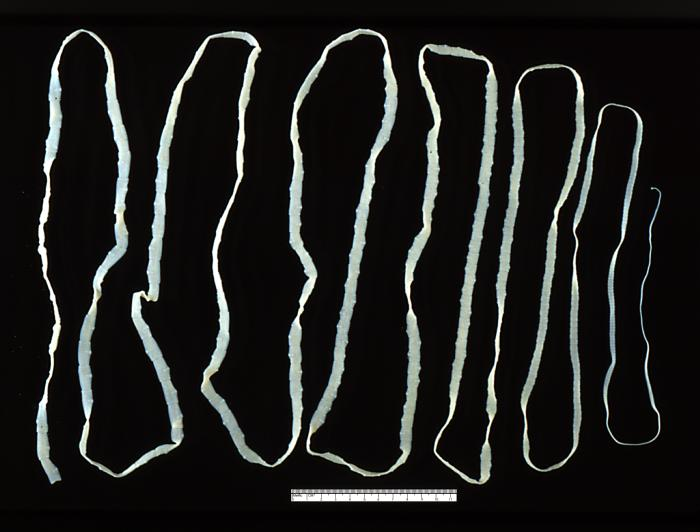
Adulto de Taenia saginata

Eucestoda é uma subclasse de platelmintes, inferior à classe Cestoda, das ténias ou bichas-solitárias.
Quatro ordens de Eucestoda são universalmente reconhecidas: Tetraphyllidea, Trypanorhynca, Pseudophyllidea e Cyclophyllidea. Alguns autores, no entanto, chegam a incluir até dez ordens neste grupo.
Caracteriza-se por Cestoda polizóicos, apresentando variação estrutural no escólex, e o corpo geralmente com evidente Segmentação externa. Parasitam o intestino de vertebrados, sendo habitualmente conhecidos como as verdadeiras ténias ou bichas-solitárias. A subclasse compõe-se de mais de três mil espécies.